# 石田漁港

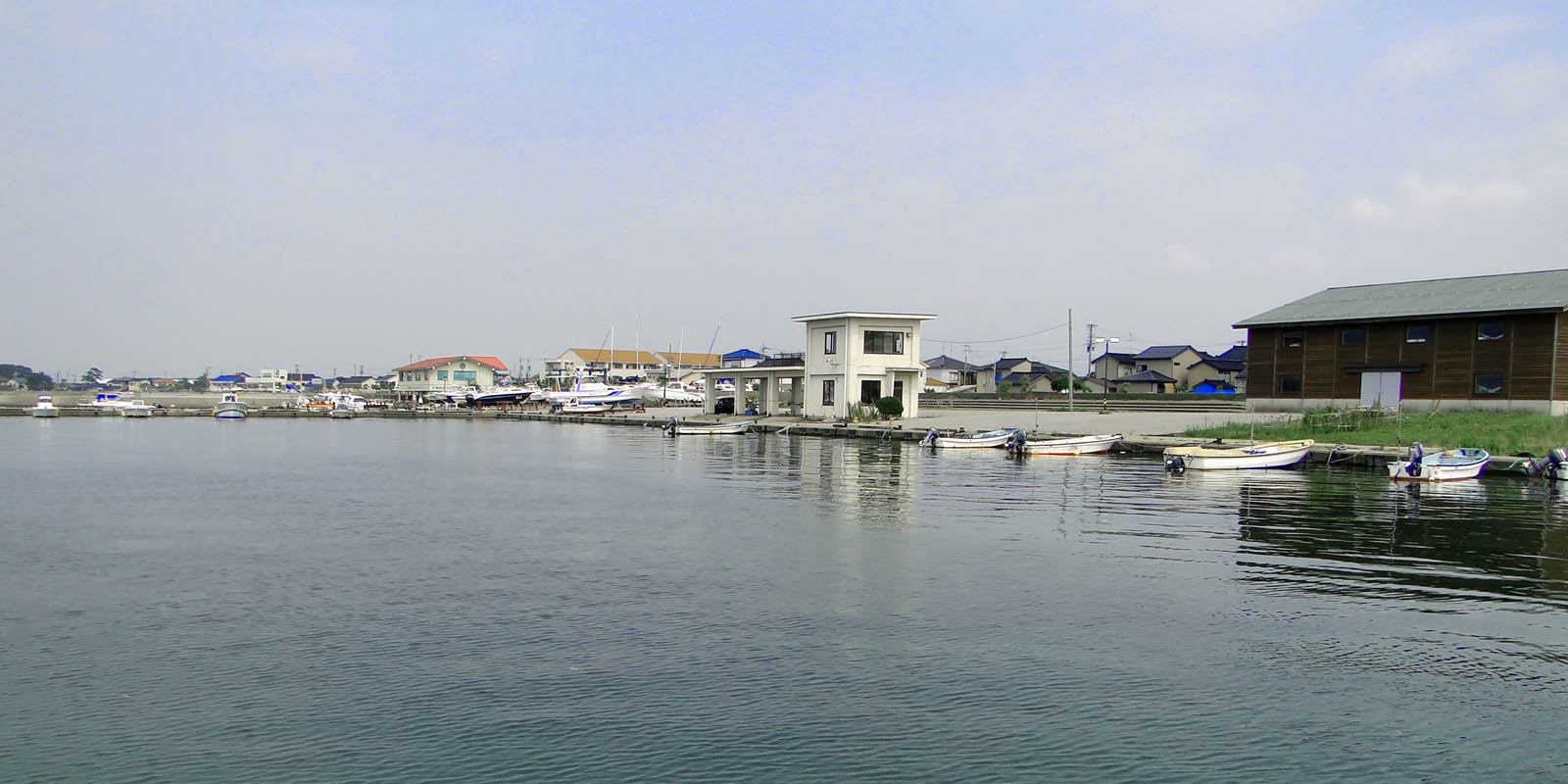
石田漁港

石田漁港（いしだぎょこう）は、富山県黒部市浜石田にある第1種漁港である。
本項では、事実上の前身にあたる石田港（いしだこう）についても記述する。

## 概要

### 石田港時代
石田海岸は藩政時代に御用倉の設立や御蔵米の積出港『石田港』として重要な役割を果たした。明治時代には越前国、越後国、佐渡島等の近航路や大阪、北海道等の遠航路の基地として発展していた。
漁業に関しては天明年間に既に夏台網、樽網、高縄網、大高網が行われ、明治以降も引き網が盛んに行われていた。しかし、根拠地となる漁港がないため漁業の発展は阻害されている状態であった。

### 石田漁港時代
戦後は漁船が黒瀬川を船溜まりとし、前浜（石田浜）に上架し漁業活動を行っていた。この関係で漁船の大型化、近代化が進まず、漁業発展の阻害要因となっていた。
地元の強い要望を受け、1980年に調査を開始し、1984年12月27日の農林省告示第2487号により漁港の指定を受けた。1985年1月8日には、富山県告示第11号により漁港管理者の指定を受けている。
これ以降第7次整備計画から改修事業として事業着手し、1987年、日本国内で初めて、漁港内での漁船と遊漁船等との利用の調整を図り、漁業と海洋性レクリエーションとの調和ある発展を目指す漁港利用調整事業を導入した。第8次整備計画では、外郭施設、係留施設等を整備し、1991年6月に石田漁港が開港した。1992年10月20日には石田フィッシャリーナの供用を開始している。
1993年、漁港環境整備事業による釣り桟橋の整備を行い、次いで第9次整備計画では港内静穏度対策として沖防波堤の整備を行った。
2006年には地域再生計画の認定を受け、港整備交付金により釣桟橋の補修を実施し、新第3次長期計画にて漁港施設機能強化事業による防波堤改良と航路付替え、産地水産業強化支援事業によるフィッシャリーナの拡張を実施、2016年年3月に石田フィッシャリーナ拡張部の部分供用（陸域39隻、水域45隻）を開始した。

## 周辺
付近には石田浜海水浴場および大島キャンプ場がある。